# دبلیوای‌ای‌پی
ویپ (WEAP)، نرم‌افزاری است پرکاربرد در حوزه مدیریت منابع و مصارف آب.
تخصیص منابع محدود آب، نگرانی‌هایی را در مورد مدیریت تقاضا، کیفیت آب، محیط زیست، منابع زیرزمینی و… به وجود آورده‌است. همچنین مدل‌های شبیه‌سازی همواره برای بررسی طیف گسترده‌ای از این گزینه‌ها کافی نبوده‌است. در نتیجه همواره نیاز به مدلی جامع و دقیق برای انجام مدل‌سازی حس می‌شود. مدل‌های فراوانی برای مدل‌سازی مسائل منابع آب وجود دارد، که ویپ (WEAP) یکی از آنهاست.
برای معرفی بیشتر WEAP باید گفت گره نیاز (تقاضا) در این مدل به مسائلی مانند الگوهای مصرف آب، راندمان تجهیزات، استراتژی استفاده مجدد، هزینه‌ها و طرح‌های تخصیص آب وابسته است. و نیز می‌تواند به عنوان منبع عرضه در قالب موضوعاتی مانند جریان، منابع آب‌های زیرزمینی، مخازن، و انتقال آب قرار گیرد. همچنین WEAP به وسیلهٔ رویکردی جامع از شبیه‌سازی طبیعی (برای مثال: نیاز تبخیر و تعرق، رواناب، جریان پایه) و مؤلفه‌های مهندسی (برای مثال: مخازن، پمپاژ از آب‌های زیرزمینی) سیستم آب متمایز شده و نتایج بدست آمده از آن یک ابزار کاملاً مفید برای بررسی گزینه‌های مختلف مدیریت و توسعه منابع آب خواهند بود.

## کاربردهای ویپ WEAP
- پایگاه داده بیلان آب: WEAP سیستمی برای نگهداری اطلاعات میزان تقاضا و ذخیره آب فراهم می‌کند
- ابزار تولید سناریو:WEAP نیاز آبی، تأمین، رواناب، جریان رودخانه، ذخیره مخزن، تولید بار آلودگی، تصفیه و بار وارده به رودخانه و کیفیت آب آن را شبیه‌سازی می‌کند.
- ابزار تجزیه و تحلیل سیاست: WEAP بازه‌ای کامل از توسعه آب، گزینه‌های مدیریت، تفسیر کردن و محاسبه بی‌شمار سیستم‌های کاربرد آب را ارزیابی می‌کند.
- ابزار اولویت تأمین برای هر نیاز: به این صورت که گره‌های با اولویت بالاتر (مثلا اولویت ۱) نسبت به اولویت‌های پایین‌تر (مثلا اولویت ۲) زودتر آبدهی می‌شوند.

## ساختار WEAP
ساختار WEAP براساس معادلات پایه بیلان آبی عمل کرده و آن را می‌توان در سیستم‌های شهری و کشاورزی، حوضه‌های مستقل یا سیستم‌های رودخانه‌ای مرزی پیچیده به کار برد. علاوه بر این، WEAP می‌تواند طیف گسترده‌ای از اجزای طبیعی و مهندسی سیستم‌ها، از جمله بارش-رواناب، جریان پایه و تغذیه آب‌های زیرزمینی از بارش را شبیه‌سازی کند. تجزیه و تحلیل تقاضای منطقه‌ای، حفاظت از آب، حقابه‌ها و اولویت تخصیص، بهره‌برداری از مخزن، تولید انرژی برق‌آبی، روندیابی آلودگی و کیفیت آب، ارزیابی آسیب‌پذیری و الزامات زیست‌محیطی از دیگر قابلیت‌های آن است. ماژول تجزیه و تحلیل مالی نیز اجازه می‌دهد تا کاربر به بررسی و مقایسه مبحث هزینه - درآمد پروژه‌ها بپردازد.

## توسعه WEAP
انستیتو محیط زیست استکهلم پشتیبانی‌های اولیه را برای توسعه ویپ فراهم نموده‌است. مرکز هیدرولوژی مهندسی هیئت مهندسین ارتش آمریکا بودجه قابل توجهی برای پیشرفت آن اختصاص داده‌است. تعدادی از سازمان‌ها، از جمله سازمان ملل متحد، بانک جهانی، آژانس توسعه بین‌المللی ایالات متحده، سازمان حفاظت محیط زیست ایالات متحده، IWMI، بنیاد پژوهش آب (AwwaRF سابق) و صندوق زیرساخت‌های جهانی ژاپن پشتیبانی پروژه را فراهم کردند. از WEAP جهت ارزیابی‌های آب در ده‌ها کشور بهره گرفته شده‌است، از جمله: ایالات متحده، مکزیک، برزیل، آلمان، غنا، بورکینا فاسو، کنیا، آفریقای جنوبی، موزامبیک، مصر، اسرائیل، عمان، آسیای مرکزی، هند، سریلانکا، نپال، چین، کره جنوبی و تایلند.